# Кадубовцы
Ка́дубовцы (укр. Кадубівці) — село в Черновицком районе Черновицкой области Украины. Административный центр Кадубовецкой сельской общины

## История
В июле 1995 года Кабинет министров Украины утвердил решение о приватизации находившегося здесь совхоза.
Население по переписи 2001 года составляло 3285 человек.
До 2020 года село входило в Заставновский район.